# San Pedro de Condo
San Pedro de Condo (oder auch nur: Condo) ist eine Ortschaft im Departamento Oruro im Hochland des südamerikanischen Anden-Staates Bolivien.

## Lage im Nahraum
San Pedro de Condo ist der zentrale Ort des Kanton Pueblo Milenario im Municipio Santiago de Huari in der Provinz Sebastián Pagador. Der Ort liegt auf einer Höhe von 3833 m einen Kilometer südlich des Río Azanaques, der zehn Kilometer weiter westlich in den südlichen Teil des Poopó-Sees fließt.

## Geographie
San Pedro de Condo liegt auf dem bolivianischen Altiplano zwischen der Cordillera Occidental im Westen und der Cordillera Central im Osten. Das Klima der Region ist arid und durch ein typisches Tageszeitenklima charakterisiert.
Die mittlere Durchschnittstemperatur der Region liegt bei knapp 9 °C (siehe Klimadiagramm Challapata) und schwankt nur unwesentlich zwischen 5 °C im Juni und Juli und 11 °C von November bis März. Der Jahresniederschlag beträgt rund 300 mm, bei einer ausgeprägten Trockenzeit von April bis Oktober mit Monatsniederschlägen unter 10 mm, und nur wenigen Monaten mit ausreichender Feuchtigkeit, der niederschlagsreichste Monat ist der Januar mit knapp über 70 mm Monatsniederschlag.

## Verkehrsnetz
San Pedro de Condo liegt in einer Entfernung von 144 Straßenkilometern südlich von Oruro, der Hauptstadt des Departamento.
Von Oruro aus führt die Nationalstraße Ruta 1 nach Süden und erreicht nach 53 Kilometern die Stadt Poopó und nach weiteren 63 Kilometern die Ortschaft Challapata. Von hier aus erreicht die Ruta 30 in südlicher Richtung nach 23 Kilometern Santiago de Huari und führt weiter über Sevaruyo und Río Mulato nach Uyuni. In Santiago de Huari zweigt eine unbefestigte Landstraße nach Südosten ab und überquert nach vier Kilometern den Rìo Azanaques, an dessen südlichem Ufer San Pedro de Condo liegt.

## Bevölkerung
Die Einwohnerzahl der Ortschaft ist in den vergangenen beiden Jahrzehnten auf fast das Vierfache angestiegen:
| Jahr | Einwohner | Quelle       |
| ---- | --------- | ------------ |
| 1992 | 271       | Volkszählung |
| 2001 | …         | Volkszählung |
| 2012 | 1048      | Volkszählung |
| 2024 |           | Volkszählung |

Die Region weist einen deutlichen Anteil an Aymara-Bevölkerung auf, im Municipio Santiago de Huari sprechen 45,1 Prozent der Bevölkerung Aymara.

## Wirtschaft
Die Bevölkerung lebt vor allem vom Anbau der Grundnahrungsmittel Quinoa, Kartoffeln und Bohnen, der auf Grund der sandigen und nährstoffarmen Böden nur extensiv betrieben wird und nahezu ausschließlich der Selbstversorgung dient. Über die Grundnahrungsmittel hinaus betreiben die Frauen von Condo den Anbau von Heilpflanzen, die sie auf den Märkten des Departamento Oruro anbieten. Fischfang im nahegelegenen Poopó-See ist nicht mehr möglich, da das Wasser des Sees durch die Abwässer der Zinnminen hochgradig verschmutzt ist und das Wasservolumen des Sees auf Grund der Klimaveränderungen stark zurückgegangen ist.